# M.o.v.e

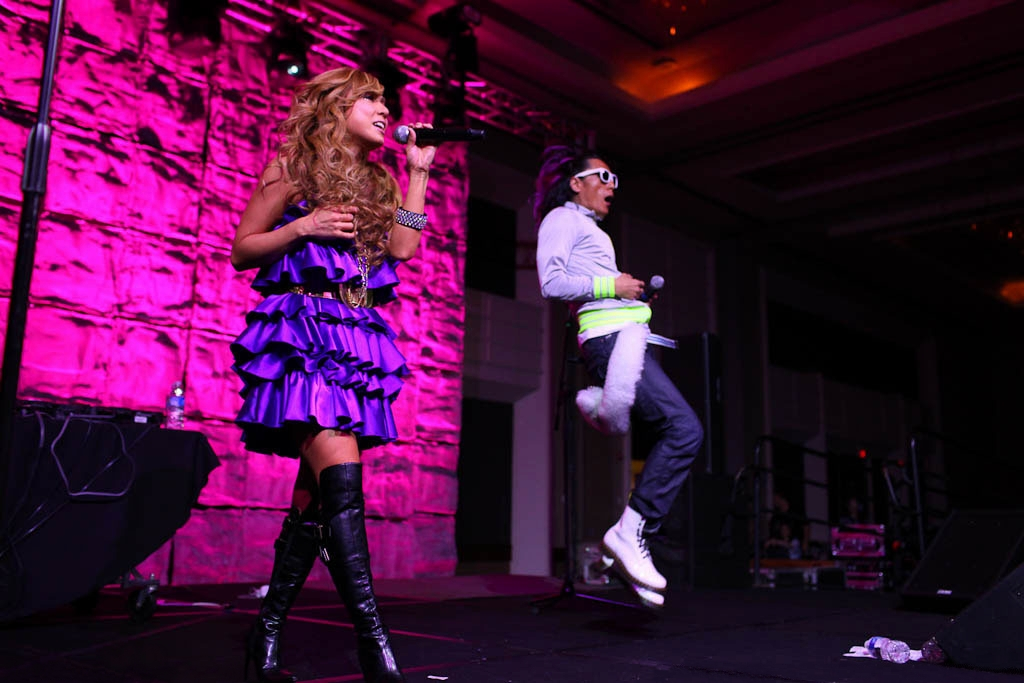
m.o.v.e-Konzert bei Anime Central (2009)

m.o.v.e ist eine zweiköpfige japanische Musikgruppe des Produzenten T-Kimura (bürgerlich: Takashi Kimura (木村 貴志); * 25. Januar 1968). Die Gruppe besteht aus Yuri (bürgerlich: Yuri Masuda (益田 祐里); * 22. Februar 1977) als Sängerin und Motsu (bürgerlich: Mototaka Segawa (瀬川 素公); * 22. Mai) als Rapper.

## Werdegang
1996, nach dem Ende von T-Kimuras vorherigem Projekt Favorite Blue, gründete er die Band move. 1997 entstand die erste Single Rock It Down. Die Band wurde mit der folgenden Single Around the World bekannt, die im Anime Initial D Verwendung fand. 2005 änderte die Gruppe die Schreibweise ihres Namens, indem sie zwischen den Buchstaben je einen Punkt einfügten. Im selben Jahr begann eine Tournee durch die USA. Nebenbei traten sie bei der Anime-Convention Anime USA (AUSA) in Virginia auf. Die Band ist momentan bei dem Label Avex unter Vertrag. 2007 gab die Band in Kassel bei der Connichi ihre Europapremiere.
m.o.v.e ist vermutlich am bekanntesten für den Mix aus Rock, Rap, Electro, Metal und vielen anderen Genres in ihrer Musik. m.o.v.e sind auch sehr bekannt durch die Benutzung ihrer Songs als Titel- und Abspannmusik für die Serie Initial D. Sie lieferten auch die Titelmusik für die Anime-Serie Ikki Tousen mit ihrem Lied Drivin' Through the Night, ebenso wie die Abspannmusik für den Anime Final Fantasy Unlimited, Romancing Train und den Abspann für das Spiel Dynasty Warriors 2.
Am 2. Dezember 2008 erklärte T-Kimura auf der offiziellen Website, dass er sich in Zukunft mehr auf die Produktion als auf die Auftritte fokussieren würde. Am 10. April 2009 traten M.O.V.E mit DJ T-Tashiro während der Anime-Convention Kamikazecon II in Houston auf, wo die Gruppe erklärte, dass T-Kimura nicht mehr mit m.o.v.e auf der Bühne stehen würde.

## Diskografie

### Studioalben
| Jahr | Titel                | Höchstplatzierung, Gesamtwochen, AuszeichnungChartsChartplatzierungen (Jahr, Titel, Platzierungen, Wochen, Auszeichnungen, Anmerkungen) | Anmerkungen                              |
| Jahr | Titel                | JP | Anmerkungen                              |
| ---- | -------------------- | --- | ---------------------------------------- |
| 1998 | Electrock            | JP12 (8 Wo.)JP | Erstveröffentlichung: 24. Juni 1998      |
| 2000 | Worlds of the Mind   | JP3 (7 Wo.)JP | Erstveröffentlichung: 19. Januar 2000    |
| 2001 | Operation Overload 7 | JP6 (6 Wo.)JP | Erstveröffentlichung: 15. Februar 2001   |
| 2002 | Synergy              | JP10 (4 Wo.)JP | Erstveröffentlichung: 27. Februar 2002   |
| 2003 | Decadance            | JP19 (6 Wo.)JP | Erstveröffentlichung: 10. September 2003 |
| 2004 | Deep Calm            | JP15 (8 Wo.)JP | Erstveröffentlichung: 28. Januar 2004    |
| 2005 | Boulder              | JP16 (5 Wo.)JP | Erstveröffentlichung: 26. Januar 2005    |
| 2006 | Grid                 | JP21 (5 Wo.)JP | Erstveröffentlichung: 25. Januar 2006    |
| 2009 | Humanizer            | JP22 (5 Wo.)JP | Erstveröffentlichung: 21. Januar 2009    |
| 2009 | Anim.o.v.e01         | JP19 (6 Wo.)JP | Erstveröffentlichung: 19. August 2009    |
| 2010 | Dream Again          | JP49 (3 Wo.)JP | Erstveröffentlichung: 3. März 2010       |
| 2010 | Anim.o.v.e02         | JP19 (4 Wo.)JP | Erstveröffentlichung: 25. August 2010    |
| 2011 | Overtakers Spirit    | JP44 (3 Wo.)JP | Erstveröffentlichung: 25. Mai 2011       |
| 2011 | Anim.o.v.e03         | JP37 (4 Wo.)JP | Erstveröffentlichung: 7. September 2011  |
| 2012 | XII                  | JP46 (2 Wo.)JP | Erstveröffentlichung: 7. März 2012       |

### Remixalben
| Jahr | Titel                                 | Höchstplatzierung, Gesamtwochen, AuszeichnungChartsChartplatzierungen (Jahr, Titel, Platzierungen, Wochen, Auszeichnungen, Anmerkungen) | Anmerkungen                             |
| Jahr | Titel                                 | JP | Anmerkungen                             |
| ---- | ------------------------------------- | --- | --------------------------------------- |
| 2000 | Remixers Play Move                    | JP33 (3 Wo.)JP | Erstveröffentlichung: 23. März 2000     |
| 2000 | Super Eurobeat Presents Euro Movement | JP19 (10 Wo.)JP | Erstveröffentlichung: 29. November 2000 |
| 2001 | Hyper Techno Mix Revolution I         | JP20 (4 Wo.)JP | Erstveröffentlichung: 30. Mai 2001      |
| 2001 | Hyper Techno Mix Revolution II        | JP20 (4 Wo.)JP | Erstveröffentlichung: 25. Juli 2001     |
| 2001 | Hyper Techno Mix Revolution III       | JP9 (4 Wo.)JP | Erstveröffentlichung: 11. Oktober 2001  |
| 2002 | TropicanTrops                         | JP38 (2 Wo.)JP | Erstveröffentlichung: 28. August 2002   |
| 2004 | Fast Forward: Future Breakbeatnix     | JP44 (4 Wo.)JP | Erstveröffentlichung: 26. Mai 2004      |

### Kompilationen
| Jahr | Titel                            | Höchstplatzierung, Gesamtwochen, AuszeichnungChartsChartplatzierungen (Jahr, Titel, Platzierungen, Wochen, Auszeichnungen, Anmerkungen) | Anmerkungen                            |
| Jahr | Titel                            | JP | Anmerkungen                            |
| ---- | -------------------------------- | --- | -------------------------------------- |
| 2003 | Move Super Tune: Best Selections | JP5 Gold · (11 Wo.)JP | Erstveröffentlichung: 28. Januar 2003  |
| 2004 | Rewind: Singles Collection+      | JP16 (13 Wo.)JP | Erstveröffentlichung: 24. März 2004    |
| 2007 | Move 10th Anniversary Mega Best  | JP14 (8 Wo.)JP | Erstveröffentlichung: 3. Oktober 2007  |
| 2012 | anim.o.v.e Best                  | JP65 (3 Wo.)JP | Erstveröffentlichung: 22. Februar 2012 |
| 2013 | Best moves.～and move goes on～  | JP17 (8 Wo.)JP | Erstveröffentlichung: 27. Februar 2013 |

### Livealben
| Jahr | Titel                                                                           | Höchstplatzierung, Gesamtwochen, AuszeichnungChartsChartplatzierungen (Jahr, Titel, Platzierungen, Wochen, Auszeichnungen, Anmerkungen) | Anmerkungen                         |
| Jahr | Titel                                                                           | JP | Anmerkungen                         |
| ---- | ------------------------------------------------------------------------------- | --- | ----------------------------------- |
| 2008 | Move 10 Years Anniversary Megalopolis Tour 2008 Live CD at Shibuya Club Quattro | JP126 (1 Wo.)JP | Erstveröffentlichung: 19. März 2008 |

### Singles
| Jahr | Titel Album                                         | Höchstplatzierung, Gesamtwochen, AuszeichnungChartsChartplatzierungen (Jahr, Titel, Album, Platzierungen, Wochen, Auszeichnungen, Anmerkungen) | Anmerkungen                                                        |
| Jahr | Titel Album                                         | JP | Anmerkungen                                                        |
| ---- | --------------------------------------------------- | --- | ------------------------------------------------------------------ |
| 1997 | Rock It Down –                                      | JP36 (5 Wo.)JP | Erstveröffentlichung: 1. Oktober 1997                              |
| 1998 | Around the World –                                  | JP49 (3 Wo.)JP | Erstveröffentlichung: 7. Januar 1998                               |
| 1998 | Over Drive –                                        | JP49 (2 Wo.)JP | Erstveröffentlichung: 18. März 1998                                |
| 1998 | Rage Your Dream –                                   | JP45 (4 Wo.)JP | Erstveröffentlichung: 13. Mai 1998                                 |
| 1998 | Break in2 the Nite –                                | JP26 (5 Wo.)JP | Erstveröffentlichung: 11. November 1998                            |
| 1999 | Platinum –                                          | JP40 (2 Wo.)JP | Erstveröffentlichung: 30. Juni 1999                                |
| 1999 | Blazin’ Beat –                                      | JP20 (7 Wo.)JP | Erstveröffentlichung: 27. Oktober 1999                             |
| 2000 | Words of the Mind (Brandnew Journey) –              | JP44 (2 Wo.)JP | Erstveröffentlichung: 19. Januar 2000                              |
| 2000 | Sweet Vibration –                                   | JP27 (4 Wo.)JP | Erstveröffentlichung: 19. Juli 2000                                |
| 2001 | Gamble Rumble –                                     | JP7 Gold (Digital) · (8 Wo.)JP | Erstveröffentlichung: 11. Januar 2001                              |
| 2001 | Super Sonic Dance –                                 | JP12 (5 Wo.)JP | Erstveröffentlichung: 13. Juni 2001                                |
| 2001 | Fly Me So High –                                    | JP20 (4 Wo.)JP | Erstveröffentlichung: 8. August 2001                               |
| 2001 | Come Together –                                     | JP17 (4 Wo.)JP | Erstveröffentlichung: 12. Dezember 2001                            |
| 2002 | Romancing Train –                                   | JP22 (3 Wo.)JP | Erstveröffentlichung: 6. Februar 2002                              |
| 2002 | Future Breeze –                                     | JP22 (3 Wo.)JP | Erstveröffentlichung: 26. Juni 2002                                |
| 2002 | ¡Wake Your Love! –                                  | JP25 (4 Wo.)JP | Erstveröffentlichung: 20. November 2002                            |
| 2003 | Burning Dance ～and Other Japanimation Songs～ –    | JP27 (4 Wo.)JP | Erstveröffentlichung: 25. Juni 2003                                |
| 2003 | Painless Pain –                                     | JP39 (3 Wo.)JP | Erstveröffentlichung: 3. September 2003                            |
| 2004 | Blast My Desire –                                   | JP29 (4 Wo.)JP | Erstveröffentlichung: 7. Januar 2004                               |
| 2004 | Dogfight –                                          | JP43 (10 Wo.)JP | Erstveröffentlichung: 25. Mai 2004                                 |
| 2004 | Ghetto Blaster –                                    | JP45 (3 Wo.)JP | Erstveröffentlichung: 4. August 2004                               |
| 2005 | How To See You Again / Noizy Tribe –                | JP28 (3 Wo.)JP | Erstveröffentlichung: 13. Januar 2005                              |
| 2005 | Freaky Planet –                                     | JP27 (3 Wo.)JP | Erstveröffentlichung: 28. September 2005                           |
| 2005 | Disco Time –                                        | JP37 (3 Wo.)JP | Erstveröffentlichung: 26. Oktober 2005                             |
| 2005 | Raimei -out of kontrol- (雷鳴 ～out of kontrol～) – | JP44 (4 Wo.)JP | Erstveröffentlichung: 23. November 2005                            |
| 2005 | Angel Eyes –                                        | JP45 (4 Wo.)JP | Erstveröffentlichung: 12. Dezember 2005                            |
| 2007 | Systematic Fantasy / Good Day Good Time –           | JP52 (2 Wo.)JP | Erstveröffentlichung: 20. Juni 2007                                |
| 2007 | Speed Master –                                      | JP58 (3 Wo.)JP | Erstveröffentlichung: 22. August 2007 feat. 8-Ball                 |
| 2008 | Dive Into Stream –                                  | JP31 (5 Wo.)JP | Erstveröffentlichung: 2. Juli 2008                                 |
| 2010 | Fate Seeker –                                       | JP49 (2 Wo.)JP | Erstveröffentlichung: 13. Januar 2010                              |
| 2011 | Overtakers –                                        | JP53 (4 Wo.)JP | Erstveröffentlichung: 9. März 2011 feat. Ryuichi Kawamura x Sugizo |

### Videoalben
| Jahr | Titel                                                                            | Höchstplatzierung, Gesamtwochen, AuszeichnungChartsChartplatzierungen (Jahr, Titel, Platzierungen, Wochen, Auszeichnungen, Anmerkungen) | Anmerkungen                             |
| Jahr | Titel                                                                            | JP | Anmerkungen                             |
| ---- | -------------------------------------------------------------------------------- | --- | --------------------------------------- |
| 2000 | Overdose Pop Star                                                                | — | Erstveröffentlichung: 1. November 2000  |
| 2002 | Synergy Clips                                                                    | JP10 (1 Wo.)JP | Erstveröffentlichung: 13. März 2002     |
| 2002 | Future Breeze+Various Works                                                      | — | Erstveröffentlichung: 26. Juni 2002     |
| 2002 | ¡Wake Up Your! DVD                                                               | — | Erstveröffentlichung: 20. November 2002 |
| 2003 | Painless Pain                                                                    | — | Erstveröffentlichung: 3. September 2003 |
| 2004 | Blast My Desire                                                                  | — | Erstveröffentlichung: 7. Januar 2004    |
| 2004 | Dogfight                                                                         | — | Erstveröffentlichung: 26. Mai 2004      |
| 2007 | Move 10th Anniversary Giga Best                                                  | JP29 (5 Wo.)JP | Erstveröffentlichung: 3. Oktober 2007   |
| 2008 | Move 10 Years Anniversary Megalopolis Tour 2008 Live DVD at Shibuya Club Quattro | JP88 (1 Wo.)JP | Erstveröffentlichung: 19. März 2008     |
| 2013 | m.o.v.e The Last Show ～Champagne Fight～                                        | JP12 (2 Wo.)JP | Erstveröffentlichung: 5. Juni 2013      |